# بينغت بيرسون (منافس ألعاب قوى)
بينغت بيرسون (بالسويدية: Bengt Persson)‏ هو منافس ألعاب قوى سويدي، ولد في 31 أكتوبر 1939 في Lövånger ‏ في السويد، وتوفي في 14 أكتوبر 2013 في فيسبي في السويد.

## وصلات خارجية
- بينغت بيرسون على موقع أوليمبيديا (الإنجليزية)
- بينغت بيرسون على موقع اللجنة الأولمبية السويدية (السويدية)